# Carlos Bahr
Carlos Andrés Bahr (Buenos Aires, 15 de octubre de 1902 – Ib., 23 de julio de 1984) que usó los seudónimos de Alfa, Luke y J. y C., fue un letrista y compositor argentino, autor de alrededor de 600 obras, dedicado al género del tango.

## Vida personal
Nació en la Avenida Almirante Brown del barrio de La Boca de la ciudad de Buenos Aires y sus padres eran Augusto Bahr, nacido en Hamburgo, Alemania y Colette Dierken, nacida en Francia –o de nacionalidad belga según José María Otero-, sus hermanos mayores eran  Guillermo y Emma. Cuando en 1914 se inició la Primera Guerra Mundial el padre partió para Europa con el barco ballenero del que era propietario para ponerse al servicio de su país y de su destino lo único que supo su familia, pese a las innumerables gestiones realizadas incluso por su nieto es que habría llegado a su ciudad natal. A raíz de esa partida la familia se fue a vivir a Bernal donde Carlos continuó sus estudios primarios sin llegar a terminarlos y luego salió a trabajar.
Tuvo diversos trabajos, incluso estuvo en la escuela de máquinas de la Marina de Guerra, siempre leyendo lo que llegaba a sus manos y escribiendo crónicas periodísticas, teatro y, especialmente, poesía pero sin ningún resultado trascendente. Con sus propios esfuerzos logró mejorar su preparación intelectual  y llegar a dominar el alemán, el francés y el italiano. 
Al iniciarse la Guerra Civil Española intenta unirse a las filas republicanas pero en el centro de reclutamiento ubicado en Montevideo no lo aceptan porque detectaron una afección pulmonar. En Radio Porteña conoció a la cancionista Lina Ferro, con la que además tiene un trato más directo en la Academia PAADI, de sus amigos Luis Rubistein y Fidel Pintos, donde ella estudiaba; pese a la diferencia de edad —Lina tenía 20 años y él, 40—, se pusieron de novios y se casaron en 1942. Primero vivieron en Medrano y Corrientes en el barrio de Almagro  y luego en Pringles y Corrientes. A los 16 años de nació su hijo Carlos Alberto (luego arquitecto) y le siguió Inés María (odontóloga). Para sustentarse tuvo que continuar siempre con actividades ajenas a la composición, así, por ejemplo, fabricó y vendió personalmente cuadros con mariposas disecadas, comercializó porcelanas y otras cosas.

## Actividad profesional
Muy jovencito había escrito algunos cuentos que no interesaron y un montón de coplas para que las interpretaran en las fiestas de Carnaval las comparsas barriales. A principios de la década de 1930 Bahr era conocido en el ambiente de la bohemia nocturna de la ciudad, donde se relacionó con poetas, músicos y cuenteros. No sabía música, pero tocaba muy bien de oído el mandolín, se defendía con el piano y la armónica y cantaba pasablemente, todo lo cual le facilitaba su labor de creación cuando debía encontrar la precisa concordancia entre la nota musical y la sílaba literaria. Por esos años inició su colaboración con músicos talentosos a los que aportaba sus poemas dando nacimiento a obras que en algunos casos resultaron perdurables;  con un bandoneonista de barrio, Alfonso Gagliano compusieron en 1934 o 1935 el vals Cuentas viejas y el tango Algo bueno, con Roberto Garza (José García López), un bandoneonista que por entonces integraba el conjunto de Mercedes Simone crearon dos tangos que estrenó y luego grabó esta cantante: Fracaso, que registró el 21 de abril de 1936 y Maldición, que grabó el 1° de septiembre del mismo año. En 1938 ganó un concurso de milongas organizado por Sadaic con Milonga compadre, que compuso con el bandoneonista José Mastro (José Mastropietro), y fue grabada en mayo de ese año por Pedro Laurenz con la voz de Juan Carlos Casas.
En la década de 1940 produjo obras consagratorias como Desconsuelo, un tango con música del  bandoneonista y director de orquesta Héctor Artola con el que también compuso otros éxitos como Precio, Tango y copas, Gracias y Marcas.
Una de sus vinculaciones la más importantes fue con los integrantes de la orquesta de Miguel Caló; con el director compuso Con la misma moneda, Valsecito; con Domingo Federico, Cosas del amor;  con Enrique Francini compuso Canción inolvidable, Mañana iré temprano, El mismo dolor; con Carlos Lazzari hizo Como una de tantas, De vuelta, Estás conmigo; con Miguel Nijensohn, Quise ser un Dios, Siempre, Sin comprender; con Armando Pontier hizo Cuando talla un bandoneón, Corazón no le hagas caso, Cada día te extraño más; con Atilio Stampone, Caricias perdidas.
Con el pianista Manuel Sucher configuró la dupla más productiva, con temas como ¿Dónde estás?, con ese inicio tan triste y resignado, “todo es en mi vida una mentira que te niega y que suspira por volverte a acariciar”, Nada más que un corazón, Muriéndome de amor, Prohibido ( “no es culpa si la vida en sus designios cruzó nuestros caminos al andar, ni es culpa si este amor que está prohibido, ha entrado en nuestras almas sin llamar”.
Uno de los tangos más difundidos de esos años, fue Soledad la de Barracas, poema de Bahr al que puso música Roberto Garza y que lució en la voz de Tita Merello: “la cosa fue por Barracas, la llamaban Soledad, no hubo muchacha más guapa, Soledad la de Barracas que me trajo soledad”. Otro de sus  grandes éxitos fue Pecado, un bolero con música de Enrique Francini y Armando Pontier, “aunque sea pecado, te quiero / te quiero lo mismo / aunque todo me niegue el derecho, me aferro a este amor” que inicialmente grabó Rodolfo Lesica y la orquesta de Alberto Di Paulo y luego cantaron importantes figuras del género como Juan Arvizu, María Bethania, Lucho Gatica, Olga Guillot, Leo Marini, Los Panchos, Simone y Caetano Veloso.
También hizo obras fuera del género del tango en colaboración con músicos y directores volcados a la música internacional;  así pueden recordarse, entre otros, a Feliciano Brunelli  con quien colaboró en 12 títulos, Don Filinto (Filinto Rebecchi), en 21, y con Osvaldo Norton en 3. El Baión del lará lará compuesto con Carlos Brunelli (hijo de Feliciano), alcanzó popularidad en su momento y fue cantado por una enorme cantidad de público en los encuentros futbolísticos. Bahr no pudo obviar ciertas chabacanerías tendientes más al efecto comercial como Ganzúa,  Sepeñoporipitapa, Sin balurdo, La sonrisa de mamá o Tomá estas monedas.

## Valoración
Fue un prolífico autor que en SADAIC dejó  registradas 60 obras inéditas, 70 editadas,  y 127 editadas y grabadas, obras elaboradas impecablemente, mostrando ideas claras y escritura pulcra con la exacta combinación en la mayoría de ellas de arte y artesanía, demostrativa del dominio del oficio.
Su temática estuvo diversificada; Astarita opina que tuvo predilección por el amor y el tango mismo, a los que reflejó y recreó con diferentes tratamientos, nunca alejados del vuelo romántico y todos llenos de sabor y autenticidad ciudadanos, en tanto para Manuel Adet su poética principal gira alrededor de la soledad, la muerte y el dolor, temas en los cuales Bahr elude con elegancia la trampa de los lugares comunes y la sensiblería para brindarlos con sobriedad, pulcritud, sin caer en sentimentalismos cursis o en golpes bajos. Por su parte José Gobello opina que Bahr:

No cultivó la nostalgia, como Manzi, ni se desveló imaginando metáforas como Expósito. Lo mismo que Sanguinetti, Canet, Aznar y algún otro, prefirió el apóstrofe, (con un apóstrofe, "percanta que me apuraste", se inició el tango-canción), el reproche y la inculpación. Los temas de sus canciones no habrían podido alardear originalidad...y el énfasis y las quejas en los que abundan no están exentos de cierto melodramatismo.

## Filmografía
En la película La Tigra, dirigida por Leopoldo Torre Nilsson, que se terminó de filmar en 1954, pero por problemas con la censura recién se estrenó diez años después, Bahr y Sucher participan en el film con un poema que lleva el mismo nombre de la película.